# Chaiyaphum

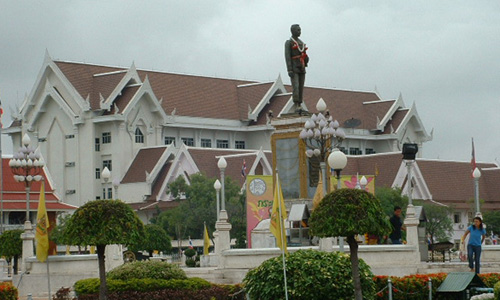
Rathaus der Stadt Chaiyaphum

Chaiyaphum (auch Ban Luang oder Jayabhumi, Thai ชัยภูมิ)  ist eine Stadt (เทศบาลเมืองชัยภูมิ) in der thailändischen Provinz Chaiyaphum. Sie ist die Hauptstadt des Landkreises (Amphoe) Mueang Chaiyaphum und der Provinz Chaiyaphum in der Nordostregion von Thailand, dem Isan.
Die Stadt Chaiyaphum hat 37.408 Einwohner (Stand 2012).

## Geographie
Chaiyaphum liegt am Rand der Khorat-Hochebene, etwa 340 Kilometer nordöstlich der Hauptstadt Bangkok.

## Name
Der Name stammt aus der alt-indischen Sprache Sanskrit. Jaya जय (Chaiya) ชัย bedeutet „Sieg“ und Bhumi भूमि (Phum) ภูมิ „Feld“, „Land“ oder „Ort“. Übersetzt bedeutet Chaiyaphum also „Land des Sieges“ oder „Feld des Sieges“.

## Klima
|                        | Jan   | Feb   | Mär   | Apr   | Mai   | Jun   | Jul   | Aug   | Sep   | Okt   | Nov   | Dez   |   |         |
| Mittl. Temperatur (°C) | 21,10 | 26,45 | 28,85 | 30,15 | 29,40 | 28,55 | 28,20 | 27,90 | 27,40 | 27,05 | 25,40 | 23,50 | ⌀ | 27      |
| Mittl. Tagesmax. (°C)  | 30,2  | 32,7  | 35,1  | 36,0  | 34,2  | 32,7  | 32,3  | 31,8  | 31,2  | 30,9  | 30,0  | 29,2  | ⌀ | 32,2    |
| Mittl. Tagesmin. (°C)  | 17,5  | 20,2  | 22,6  | 24,3  | 24,6  | 24,4  | 24,1  | 23,8  | 23,6  | 23,2  | 20,8  | 17,8  | ⌀ | 22,2    |
|                        |       |       |       |       |       |       |       |       |       |       |       |       |   |         |
| Niederschlag (mm)      | 3,3   | 20,3  | 41,8  | 87,5  | 153,9 | 142,3 | 133,7 | 130,3 | 270,5 | 146,2 | 19,5  | 4,2   | Σ | 1.153,5 |
|                        |       |       |       |       |       |       |       |       |       |       |       |       |   |         |
| Regentage (d)          | 1     | 2     | 5     | 8     | 14    | 13    | 14    | 16    | 19    | 10    | 2     | 1     | Σ | 105     |

| 17,5 |

| 20,2 |

| 22,6 |

| 24,3 |

| 24,6 |

| 24,4 |

| 24,1 |

| 23,8 |

| 23,6 |

| 23,2 |

| 20,8 |

| 17,8 |

| 17,5 |

| 20,2 |

| 22,6 |

| 24,3 |

| 24,6 |

| 24,4 |

| 24,1 |

| 23,8 |

| 23,6 |

| 23,2 |

| 20,8 |

| 17,8 |

| N i e d e r s c h l a g | 3,3 | 20,3 | 41,8 | 87,5 | 153,9 | 142,3 | 133,7 | 130,3 | 270,5 | 146,2 | 19,5 | 4,2 |
|                         | Jan | Feb  | Mär  | Apr  | Mai   | Jun   | Jul   | Aug   | Sep   | Okt   | Nov  | Dez |

## Wirtschaft und Bedeutung
Die Wirtschaftsentwicklung ist hier noch nicht so weit fortgeschritten wie etwa in Khon Kaen oder Nakhon Ratchasima (Khorat). Die Menschen bauen hier hauptsächlich Obst und Gemüse an, das sie auf dem lokalen Markt anbieten.

## Geschichte
Der Ort war schon seit frühesten Tagen Sukhothais eine Durchgangsstation für die Khmer und laotische Truppen. Vielleicht deshalb hat sich hier bereits im 12. Jahrhundert ein Krankenhaus befunden. Später war sie dem lokalen Fürstentum von Nakhon Ratchasima untertan. Der Kommandeur Phraya Phakdi Chumphon sagte sich von dieser Vorherrschaft los und übergab die Stadt (damals noch Ban Luang) 1824 dem König Nang Klao (Rama III.). Zum Dank wurde er das erste Oberhaupt der in Chaiyaphum umbenannten Stadt. Als kurze Zeit später die Laoten einen Angriff auf Bangkok unternahmen, stellte sich ihnen neben anderen auch Phraya Phakdi Chumphon entgegen. Die Laoten wurden zurückgeschlagen, ein Rest konnte jedoch das nur schwach verteidigte Chaiyaphum einnehmen. Bei den anschließenden Gefechten wurde Phraya Chumphon getötet.

## Sehenswürdigkeiten
- Statue des Phraya Phakdi Chumphon – die Statue steht an dem Ort seiner Ermordung durch laotische Truppen.
- Prang Ku – das älteste religiöse Bauwerk der Stadt, ist ein Sandstein-Bauwerk mit einer alten Buddha-Statue. Es wurde seit dem 12. Jahrhundert als Krankenhaus benutzt.

## Persönlichkeiten
- Thawin Butsombat (* 1987), Fußballspieler
- Jirawat Chingchaiyaphum (* 1995), Fußballspieler
- Nattapon Malapun (* 1994), Fußballspieler
- Sittipong Manaowarn (* 1982), Fußballspieler
- Paitoon Nontadee (* 1987), Fußballspieler
- Decha Sa-ardchom (* 1986), Fußballspieler
- Ronnachai Sayomchai (* 1966), Fußballspieler
- Pradit Taweechai (* 1979), Fußballspieler